# Illegal Records
Illegal Records bylo britské hudební vydavatelství, které v roce 1977 založil Miles Copeland III spolu se svým mladším bratrem a bubeníkem skupiny The Police Stewartem Copelandem a manažerem téže skupiny Paulem Mulliganem. Skupina u tohoto vydavatelství vydala svůj první singl „Fall Out“, ale později přešla k A&M Records. Mezi další umělce, kteří na této značce vydávali své nahrávky, patří například John Cale nebo Menace. Miles Copeland III v roce 1979 založil vydavatelství I.R.S. Records.